# Elecciones generales de San Marino de 2024
Las elecciones generales de San Marino de 2024 se realizaron el 9 de junio del mencionado año.

## Sistema electoral
Los 60 miembros del Gran Consejo General son elegidos por representación proporcional, con escaños asignados utilizando el método d'Hondt. El umbral electoral se calcula multiplicando el número de partidos que se presentan en las elecciones por 0,4, con un umbral máximo posible del 3,5 %.
Si ningún partido recibe la mayoría, o los dos partidos más grandes no pueden formar un gobierno de coalición dentro de los treinta días de las elecciones, se realizará una segunda vuelta entre las dos coaliciones más populares, y el ganador recibirá una prima de gobernabilidad para obtener la mayoría. Es la primera vez que se aplica la segunda ronda facultativa después del referéndum de reforma electoral de 2019.

## Resultados
|                                    | Democracia y Libertad              |                                         | Partido Demócrata Cristiano Sanmarinense | 6,206  | 34.14 | 22 |
|                                    | Democracia y Libertad              | Alianza Reformista                      | 1,268                                    | 6.98   | 4     |    |
|                                    | Democracia y Libertad              | Votos directos a la coalición           | 69                                       | 0.38   | 0     |    |
| Total                              | Total                              | 7.543                                   | 41.50                                    | 26     |       |    |
|                                    | Libera/PS-PSD                      |                                         | Libera-Partido Socialista                | 2,862  | 15.75 | 10 |
|                                    | Libera/PS-PSD                      | Partido de los Socialistas y Demócratas | 2,216                                    | 12.19  | 8     |    |
|                                    | Libera/PS-PSD                      | Votos directos a la coalición           | 64                                       | 0.35   | 0     |    |
| Total                              | Total                              | 5.142                                   | 28.29                                    | 18     |       |    |
|                                    | República Futura                   | República Futura                        | República Futura                         | 2,178  | 11.98 | 8  |
|                                    | Domani Motus Liberi                | Domani Motus Liberi                     | Domani Motus Liberi                      | 1,540  | 8.47  | 5  |
|                                    | Movimiento Cívico RETE             | Movimiento Cívico RETE                  | Movimiento Cívico RETE                   | 922    | 5.07  | 3  |
|                                    | Democracia Solidaria               | Democracia Solidaria                    | Democracia Solidaria                     | 852    | 4.69  | 0  |
| Votos inválidos y en blanco        | Votos inválidos y en blanco        | Votos inválidos y en blanco             | Votos inválidos y en blanco              | 1,271  | –     | –  |
| Total                              | Total                              | Total                                   | Total                                    | 19,448 | 100   | 60 |
| Votantes registrados/participación | Votantes registrados/participación | Votantes registrados/participación      | Votantes registrados/participación       | 38,338 | 50.73 | –  |
| Fuente:                            |                                    |                                         |                                          |        |       |    |